# Henryk Grossman
Henryk Grossman, alternativ stavning: Henryk Grossmann, född 14 april 1881 i Kraków, död 24 november 1950 i Leipzig, var en polsk-tysk ekonom, historiker och marxist, verksam i Polen och Tyskland. 
Grossmans huvudverk i ekonomisk teori är boken Das Akkumulations- und Zusammenbruchsgesetz des kapitalistischen Systems (Zugleich eine Krisentheorie) (ungefär Det kapitalistiska systemets ackumulations- och sammanbrottslag (tillika en kristeori)), 1929. Den publicerades i Leipzig, bara månader före börskraschen 1929.

## Privatliv
Grossman förlorade sin närmaste familj i Förintelsen. Hans hustru Jana och hans son Jan mördades i Auschwitz år 1943. Hans återkomst till Leipzig ansågs i den nybildade tyska demokratiska republiken vara en framgång för regimen, och han nominerades av staden Leipzig i mars 1950 till Nationalpreis der DDR (DDR:s nationalpris) för sina bidrag till vetenskapliga framsteg inom området vetenskaplig socialism, men vann inte. Grossman drabbades av dålig hälsa och dog efter att ha lidit av prostataproblem och Parkinsons sjukdom. 